# A ti, mujer
«A ti, mujer» es una canción del cantante Juan Camacho que se presentó al XVII Festival de Benidorm de 1975, alzándose con la Sirenita de Oro del certamen.
Previo al festival, la primera semana de julio de 1975, la casa discográfica sacó al mercado el sencillo con la siguiente leyenda: «XVII FESTIVAL DE LA CANCIÓN REM-CAR DE BENIDORM». Pero tras la victoria festivalera se reeditó el sencillo aludiendo en su portada  al hecho: «1.er PREMIO BENIDORM 1975».
La canción se convirtió rápidamente en un éxito en las listas de ventas y en una de las canciones más radiadas. La consecución del Festival le otorgó a Juan Camacho un plus de popularidad, lo que le hizo aparecer de modo más frecuentemente en radio, televisión y prensa escrito. Asimismo el número de galas aumentó considerablemente.
Por su parte, «Lorena» es una composición original de Juan Pardo quien decidió crear y componer en honor a la primera hija de Juan Camacho nacida en marzo de 1975.

## Créditos
- Eduardo Gracia: bajo
- Pepe Sánchez: batería
- Pepe Ébano: percusión
- Carlos Villa: guitarra
- Eduardo Leyva: teclados

- Ingeniero de sonido: Alan Florence
- Producción: Juan Pardo
- Una producción Piraña Musical para discos CBS

## Ediciones internacionales
El éxito de «A ti, mujer» fue tal que pronto se editaron versiones del sencillo en países como Argentina, Chile, Estados Unidos o Perú. Aunque no todos incluyeron como cara B la canción «Lorena».